# Polyacanthonotus challengeri
Espèce
Polyacanthonotus challengeri est une espèce de poissons téléostéens.